# Nina C. Alice
Nina C. Alice (Künstlername, der aus ihren drei Vornamen kreiert wurde: Caroline Alice Nina; * 12. Dezember 1966 in Berlin) ist eine deutsche Musikerin und Sängerin der Berliner Rockband Skew Siskin.

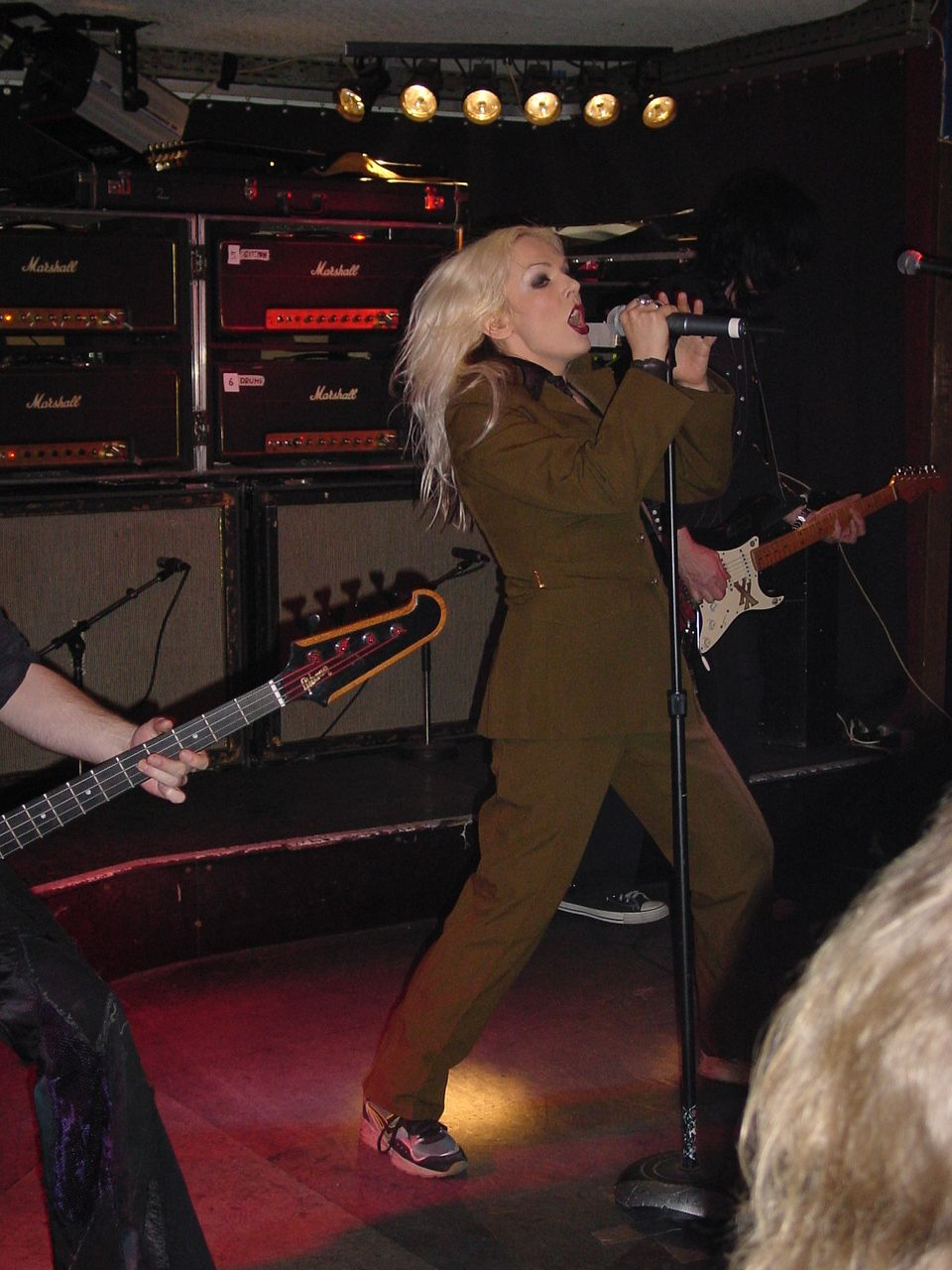
Nina C. Alice (2004)

## Karriere
Mit elf Jahren fing Alice an, Musik zu machen. Zunächst spielte sie Schlagzeug in der Punkband The Rubberbeats & The Babybones, später in der Berliner Kombo Sprung aus den Wolken mit Kiddy Citny. Mit 13 begann sie, Gesangsunterricht zu nehmen. 1984 gründete sie die Band Big Sister (als Sängerin) und spielte in vielen Berliner Punk Clubs.
Albrecht Metzger, Theaterkollege ihrer Mutter, nahm 1980 mit Alice den Film „1 Punk 36“ auf und 1983 „Spider Goodbye“, in dem sie sich selbst darstellt (unter anderem mit Blixa Bargeld und Mark Chung).
Im Alter von 19 plante Nina, Musical-Darstellerin zu werden. In der HdK begann sie 1986 ein Studium. Ihre Gesangslehrer waren Vicky Hall und Vera Kamaryt, Schauspiellehrer war u. a. Helmut Baumann. Sie studierte zunächst Tanz, Modern Dance und Jazz Dance, Step Dance und war Schülerin in „Der Etage“ Berlin. Dort hatte sie zwei Jahre Unterricht zur Akrobatin, welcher in einem Vertrag am Theater des Westens mündete für eine Saison im Jahr 1983, im Stück „Barnum“ (mit Freddy Quinn). Sie arbeitete dort als Sängerin im Chor und Akrobatin am Trapez. 1985 spielte sie unter Regie ihrer Mutter in dem Theaterstück Hurengespräche von Heinrich Zille mit.
1988 sang sie (unter dem Künstlernamen Nina Schulz!) ein Duett mit Udo Lindenberg auf dessen Album „Hermine“ den Song „You Are My Lucky Star“. Durch Lindenberg kam sie mit Jim Voxx in Kontakt und gründete mit ihm die bis heute bestehende Band Skew Siskin.
Des Weiteren ist sie neben ihrer Mutter Helma Fehrmann, den Schauspielern Maria Schrader, Anja Franke und Holger Franke in dem Kino-Film „Robby, Kalle, Paul“ (1988) von Dani Levy in der Rolle als Tilla zu sehen. Hierfür schrieb sie auch zwei Musikstücke. Im Film „Stille Nacht“ von Dani Levy ist ein Text zur Musik „That Man of Mine“ von Niki Reiser von ihr zu hören.
2000 sang sie auf dem Album Burning Bridges von Pothead das Lied „Run“ im Duett mit Sänger Brad.
Ferner sang Nina C. Alice auf dem im April 2008 erschienenen Album Schneller, höher, Weidner von Stephan Weidner das Duett mit Weidner Bitte töte mich. 2008 ging sie mit Stephan Weidner auf Deutschlandtournee.

## Privat

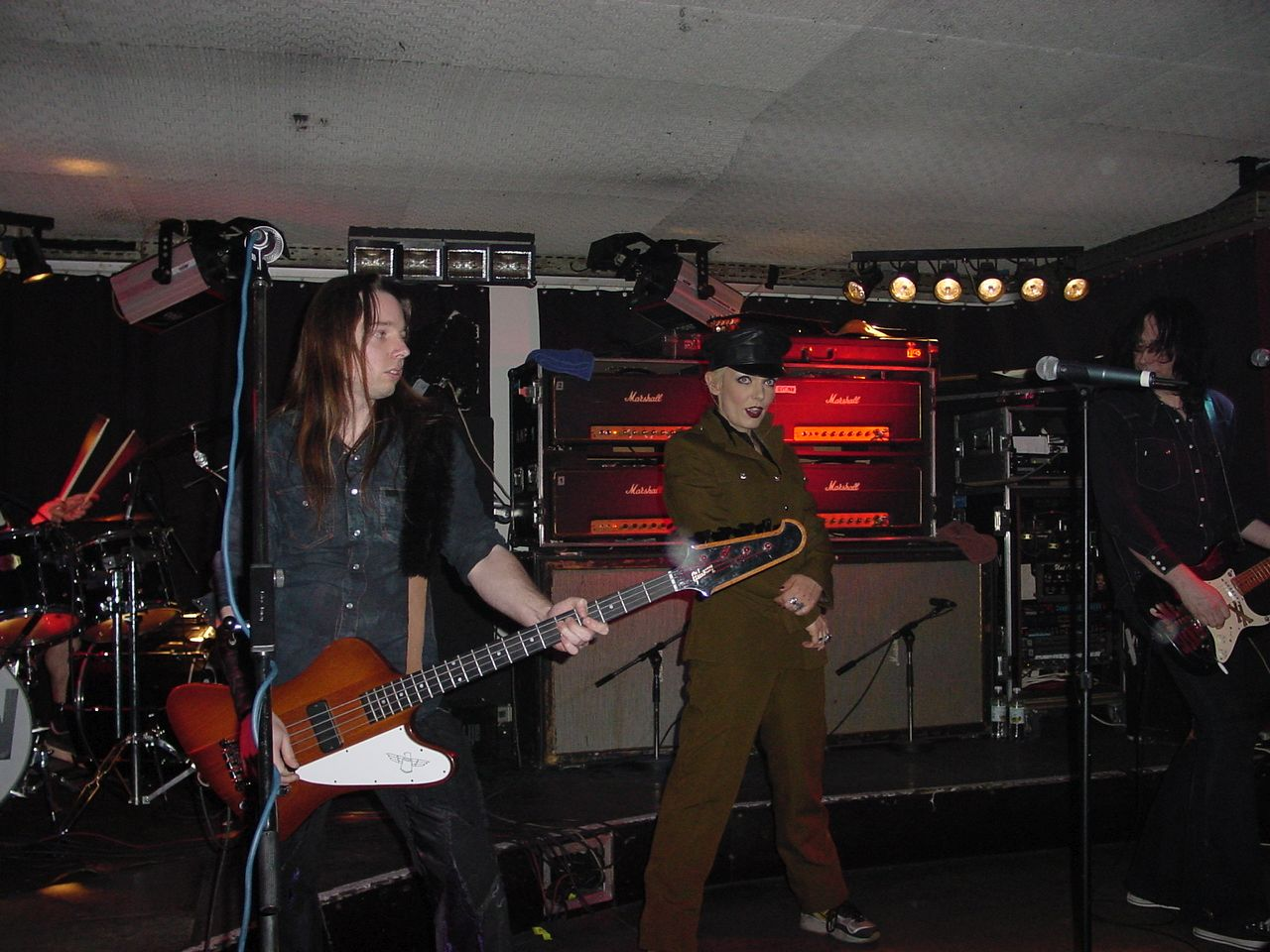
Nina C. Alice (Mitte) mit Skew Siskin in Heidelberg (2004)

Nina C. Alice ist die Tochter von Helma Fehrmann (Schauspielerin und Mitgründerin Theater Rote Grütze) und Gerald Schultz.

## Diskografie
- siehe Skew Siskin#Diskografie

### Gastbeiträge
- You are my Lucky Star auf Hermine von Udo Lindenberg (1988)
- Sister Alberta auf OVER THE OCEAN von The Strangemen (1991)
- Run auf Burning Bridges von Pothead (2000)
- Bitte töte mich auf Schneller, höher, Weidner von Der W (2008)
- Bist Du Deutschland? auf Eschenbach von Eschenbach (2009)